# 西村知美
西村知美（日语：／ Nishimura Tomomi，1970年12月17日—），日本女演員、藝人。本名，舊姓：西村。身高155cm。O型血。丈夫為前藝人西尾拓美。出身於山口縣宇部市。堀越高等學校畢業。

## 簡歷
- 1984年11月，姐姐寄出照片幫她報名參加雜誌《Momoco》舉辦的Momoco Club，作為桃組第922號在雜誌亮相[3]。
- 1985年4月，獲得Momoco舉辦的『第1屆Momoco Club小姐』獎項。此外與杉浦幸（日语：杉浦幸）、島田奈美（日语：島田奈央子）3人共稱「桃組三人娘」[3]。
- 1986年3月以電影《神犬松五郎（日语：ドン松五郎の生活#映画）》出道，同時擔任電影主題曲「夢色的訊息（日语：夢色のメッセージ）」也作為偶像歌手出道[3][1]。該歌曲也獲得Oricon第2名的最高紀錄。
- 1986年12月，以「我的一個夢（日语：わたし・ドリーミング）」獲得第28屆日本唱片大獎（日语：第28回日本レコード大賞）新人獎[3][注 1]。
- 1988年，她在家鄉山口縣的知事選舉中被用作競選人物。
- 進入1990年後，從《秋刀魚的機關電視（日语：さんまのSUPERからくりTV）》開始在許多綜藝節目常駐出演。
- 1997年結婚，對象是前藝人CHA-CHA（日语：CHA-CHA）的成員、現在是料理人的西尾拓美（日语：西尾拓美）[3][1]。還有1987年到1997年曾經擔任競選女孩（婚後改為競選女士）邀請參加園遊會，宣導防止藥物濫用的防治運動（不行。絕對不行（日语：ダメ。ゼッタイ。））。
- 2002年，透過由日本電視台《24小時電視 「愛心救地球」》中的檀香山馬拉松（日语：ホノルルマラソン）比賽經驗，成為慈善馬拉松運動員[3]。
- 2003年8月2日，她倖免於難，並產下長女[1]。
- 2009年7月，部落格「何」開設（現在已經關閉）。
- 2012年2月28日，與南野陽子、森口博子3人宣布組成「Blooming Girls」[3][4][5]。並在同年6月13日，作為「Blooming Girls」的成員推出出道單曲「Knock!! Knock!! Knock!!」。

## 人物、逸事
- 父母親是公務員，姐姐大她一歲[6]。
- 暱稱有、[3]。其中的由來是因為她的動作緩慢，例如學校營餐午餐時她用餐的速度很慢而沒有把午餐吃完[6]。個性天生平靜溫和[3]。因此她也善用自己的本質積極在綜藝節目出現[3]。
- 魅力點在於她的舌頭尖端可以延長到下巴。另外，因為不能擠壓麵條，所以她在吃義大利麵或蕎麥麵時可以用長舌頭將麵食捲起來。其這種獨特的飲食方式對身為長女的她來說可以做，但她也告訴大眾不要做此事。
- 國中時期就是The Checkers的狂熱粉絲，還加入粉絲俱樂部[7]。2019年8月，她和同樣是The Checkers粉絲的大西結花（日语：大西結花）一起去看了藤井郁彌（日语：藤井フミヤ）的演唱會『FUMIYA FUJII ANNIVERSARY TOUR 2019』，而且在更衣室遇到了藤井郁彌他本人[8]。
- 自稱到國中時期一直都很害羞，有一次上課時被老師點名因為當場臉紅被叫「小番茄」，安靜陰沉的時候被稱之為「小暗沉」[6]。
- 由於自己喜歡動畫、漫畫、遊戲，因此在雜誌《Animage》曾經擔任「動畫愛好者」。其中她最喜歡的作品是《福星小子》，也有加入該作品的粉絲俱樂部。初次登台前，她曾經參加過福星小子動畫官方舉辦的「讀者腳本活動」（大約有20人參加，其名字曾在雜誌上公佈。而應募劇本之後有收錄在隨筆集《夢幻童子》）。但給粉絲俱樂部成員的情景禮物她並沒有得到，自己錄音的台詞在錄影帶也被消音[6]。她也喜歡高橋的所有短篇作品，並對短篇作品有所深入。此外，她自爆國中時期之所以會加入網球社是受到《新·網球甜心》的影響[6]。
- 偶像出道時期，本身就憧憬跟她同事務所的前輩菊池桃子，並沿襲其形象作為菊池桃子的名義銷售。本人稱因為菊池也有可愛的一面，除了在《夜晚的HIT STUDIO（日语：夜のヒットスタジオ）》的節目中與菊池共同演出時收到耳環之外，在紀念自身出道5週年也曾考慮改用菊池替自己簽名[9]。
- 上面所述，西村本身就是菊池桃子的忠實粉絲，所以在前往夏威夷的進行錄影時，在飛機上能坐在菊池旁邊對她來說相當高興。私下場合也有跟菊池聯絡的教她如何煮飯和作雞蛋捲，這些對西村來說是一個很好的回憶[10]。
- 1991年的某一天，本來預定當天晚上才拍完的戲劇但在中午提前收工，她趁空檔的時候在家裡放鬆一下的那天晚上，收看深夜節目《三宅裕司的映美造理巨匠天國（日语：三宅裕司のえびぞり巨匠天国）》（TBS）的直播節目時，主持人三宅裕司（日语：三宅裕司）在電視上叫了西村的名字。戲劇拍攝結束後，完全忘記自己出現在該節目來賓的名單表上，即使經紀人用傳呼機跟她聯繫也無法聯繫上，匆忙搭乘計程車趕來節目攝影棚時，結果只在節目的片尾曲中出現。最後，她被問對該計劃的總體印象，但本人只記得在觀看該節目時什麼也沒回答，因為當時沒有人可以跳出來回答，至今她依然為這件事反省（2020年3月21日播出的《有吉反省會（日语：有吉反省会）》（日本電視台）中也將這個插曲作為「生放送事件」）[11]。
- 堀越學園時期，與她有不錯交情的有渡邊美奈代、酒井法子、後藤恭子（日语：藤本恭子）、澤田玉惠（日语：沢田玉恵）。由於其演藝工作相當的忙碌，因此每半年才休息1次[10]。當時的晚餐僅有外帶便當、烤肉或拉麵[10]。為了需要休息，連日拍攝電視劇都需要經過公司的許可，所以星期六、星期日她也有去學校上課[10]。
- 出道之後沒多久，聖誕節那一天曾經和杉浦幸（日语：杉浦幸）、島田奈美（日语：島田奈央子）、渡邊美奈代、佐野量子（日语：佐野量子）、齊藤滿喜子（日语：斉藤満喜子）在家裡舉辦女生的聚會[10]。
- 偶像時期有一次坐船前往夏威夷因為暈船而躺在床上，跟她一起坐船的近藤真彥和田原俊彥擔心西村的身體狀況，然後中森明菜幫她做揉腳按摩，小泉今日子削蘋果給她吃，至今讓她令人難忘[10]。
- 20出頭歲的時候，她與伊藤智惠里（日语：伊藤智恵理）和其他朋友晚上一起吃飯，還記得在餐廳待到隔天早上10點。即使不能喝酒，西村和伊藤也喜歡舉辦聚會，因為這樣可以回憶起彼此透過與各種類型的人互動並且學習[10]。
- 年輕的時候，打招呼和進更衣室的規定很嚴格，所以她在坐在哪里和說話時都很小心，但她很感激能遇到溫柔的前輩，認真生氣和很小心的前輩[10]。
  - 有一次拍攝火焰的時候，如果對燙傷保持沉默的話，被前輩注意到時會責罵她「如果妳一直忍著它會給大家帶來更多的麻煩，就趕快去廚房吧!!」趕緊去洗手間用水沖冷[10]。
  - 另一次是換衣服移動中的行為舉止突出會被學生們用異樣的眼光盯著，前輩教她，將一塊毛巾綁在隱私的地方，這樣一來即使移動也不會被看光[10]。
- 其性格本身極度焦慮，為了習得專長，她取得的認證有：手語技能檢定2級、保育自然學家、溫泉師（日语：温泉ソムリエ）專家、花火鑑賞士、紅茶調理師、河童捕獲許可證。並在2020年，總共獲得了53個認證，例如獲得了客戶服務專家資格和失智症介助士[12]。

## 演出

### 電影
- 神犬松五郎（日语：ドン松五郎の生活#映画）（1986年）—飾 松澤圭子
- 夜逃屋本舗（日语：夜逃げ屋本舗）（1992年）—飾 永島知世
- 超高曾打獵（1992年）—飾 井上早苗
- 爆[BAKU]！（1993年）—飾 村川圭子
- I LOVE YOU（日语：アイ・ラヴ・ユー (映画)）（1999年）—飾 村上今日子
- Life on the Longboard（2005年）
- （2009年）
- 家（日语：家 (島崎藤村)#映画）（2013年）—主演：飾 橋本種子
- 通學系列 通學電車（日语：通学シリーズ）（2015年）
- （2017年）—飾 佐藤千穗
- 棘裡所擁有的奇蹟 ～笠間的栗子之木下家～（日语：棘の中にある奇跡 〜笠間の栗の木下家〜）（2018年）—飾 澀谷真弓
- 淺草花屋敷偵探物語 神之子是受傷的（2020年）—飾 岡崎美奈子
- 放學後的釣魚生活（日语：女子高生の放課後アングラーライフ#映画）（2023年）—飾 白木須椎羅的母親[13]
- 魔女的香水（日语：魔女の香水）（2023年）—飾 若林美鈴[14][15]
- SOMEDAYS（2023年）—飾 松平妙子

### 電視劇
富士電視網
- 富士電視台
  - 週一連續劇園區（日语：月曜ドラマランド） （1987年）
  - 世界奇妙物語 假的八百屋（1991年）
  - 我老婆18歲（日语：おくさまは18歳#テレビドラマ(2011年版)）（2011年，富士電視台TWO（日语：フジテレビTWO））
  - 惡作劇之吻 ～Love in TOKYO（2013年，富士電視台TWO）—飾 入江紀子

- 關西電視台
  - 裸之大將 清之放浪旅芝居（日语：裸の大将放浪記）（1991年）
  - 花王家族SP（日语：花王ファミリースペシャル） 彩虹出來了！（1991年、1992年）
  - 高田純次的人生一帆風順（1991年）
  - 藝能播報員服部米子的突擊取材！西村知美殺人事件（2001年）

日本電視台
- （1988年—1989年）
- 柳生武藝帳 柳生十兵衛五十人斬（1990年）—飾 御里
- 出雲路殺人事件（1991年）—飾 中澤夕子
- 白色之戀（1995年）—飾 遠藤園子
- 白色之戀2（1996年）—飾 遠藤園子

東京電視台
- 第8話（1988年）—飾 阿智
- 宮本武藏（日语：宮本武蔵 (1990年のテレビドラマ)）（1990年）
- 電影般的戀愛（日语：映画みたいな恋したい）
  - Sea of Love（1991年）
  - 羅馬假期（1992年）

朝日電視台
- 暴坊將軍III 秋季特集（1989年）
- 魔之三角形殺人事件（1990年）
- 董事長刑警（日语：代表取締役刑事） 第11話（1991年）
- 若大人侍捕物帖 陰謀湧動的江戶城大奧的秘密（日语：若さま侍捕物手帖#『若さま侍捕物帖 陰謀渦巻く江戸城大奥の秘密』（1991年1月2日、東映・テレビ朝日））（1991年）—飾 御糸
- （1992年）—飾 立浪亞矢
- 毛骨悚然撞鬼經驗（日语：本当にあった怖い話） 頭髪（1992年）
- 結婚作戰計劃 10 to 7（1992年）
- 京都－飛鳥路之旅殺人事件（1992年）—飾 遠藤由紀
- 独眼龍的野望 伊達政宗（1993年）
- 暴坊將軍VI（1994年）

TBS
- 美妙的三角關係 壁際族的花束（1987年）
- 水戶黃門（日语：水戸黄門 (パナソニック ドラマシアター)）（與C.A.L（日语：C.A.L）共同）
  - 第19部（日语：水戸黄門 (第14-21部)#第19部） 第20話（1990年2月12日）—飾 照姬
  - 第20部（日语：水戸黄門 (第14-21部)#第20部） 第26話（1991年5月6日）—飾 御民
  - 第21部（日语：水戸黄門 (第14-21部)#第20部） 第8話（1992年5月25日）—飾 阿雪
  - 第22部（日语：水戸黄門 (第22-28部)#第22部） 第9話（1993年7月12日）—飾 御小夜
- （1990年）
- 社長震怒的一天（1992年）
- 金田一耕助的傑作推理（日语：古谷一行の金田一耕助シリーズ#名探偵・金田一耕助シリーズ） 惡魔吹著笛子來（日语：悪魔が来りて笛を吹く）（1992年）—飾 椿美禰子
- 富士山的飛魚 古橋廣之進物語（1992年）
- 森繁連續劇系列 老爹的鬍子17（1994年）
- 陪酒女偵探千鈞一髮（日语：ホステス探偵危機一髪）3（2001年）—飾 篠田萬里子
- 花樣男子2 第3話（2007年）—飾 美作明的母親
- 出生。（日语：生まれる。）（2011年）—飾 內田留美

其它電視台
- 小諾的夢（日语：ノンちゃんの夢）（1988年，NHK綜合）—飾 結城真理子

### 舞台
- 情書（日语：Love Letters (play)）（1992年—1993年，朗讀劇）
- Sign Dance音樂劇 綠野仙蹤（1997年，主演）
- （2002年）
- （2023年）
- （2024年）[16]
- Thank you very much de SHOW（2025年—2026年〈預定〉）[17]

### 電視動畫
- 加油！吉塔斯（客串角色，與自己同名的少女）
- 玩偶遊戲（綾乃花丸小路智美）
- 性感指令外傳 好厲害啊!! 勝先生（日语：セクシーコマンドー外伝 すごいよ!!マサルさん）（未演出，負責標題）
- 奇先生妙小姐2（マジックちゃん）

### 動畫電影
- 福星小子：聖水奇緣（日语：うる星やつら いつだってマイ・ダーリン）—飾 女孩子C[注 2]
- 姬百合之塔（1995年）
- 卡塔君物語（日语：カッタ君物語）（1995年）—飾 佩里納
- 麵包超人：夢貓王國的喵咪（日语：それいけ!アンパンマン 夢猫の国のニャニイ）（2004年）—飾 喵咪

### 廣播節目
文化放送
- （1987年10月—1988年3月，《》內）
- （1988年4月—1989年9月，《》內）
- （1989年10月—1990年3月）

綜合放送製作
- 西村知美 可愛的初戀（日语：西村知美 キュートに初恋）（1986年4月—1996年3月，地方局放送網）
- 西村知美 可愛的初戀II（1997年4月—1998年9月，地方局放送網）

日本廣播
- 加藤裕介（日语：加藤裕介）的橫濱POP-J（日语：加藤裕介の横浜ポップJ）（2018年4月—，週一搭檔主持人）

### 綜藝、生活情報節目
日本電視台
- EX電視（日语：EXテレビ）（1990年）※星期五。
- ROCK鳴缶（1991年—1992年）
- 2×3等於六輔（日语：2×3が六輔）（1992年—1994年）
- 松子會議（日语：マツコ会議）（2020年3月28日）—於「潛入堀越高等學校'88年度畢業生的同窗會！讓松子超興奮的超人氣偶像，學業與演藝活動並肩而行的校園生活的秘辛！」中出演。與渡邊美奈代、藤本恭子（日语：藤本恭子）、喜熨斗里香、宇多川都（日语：宇多川都）、伊藤智惠理（日语：伊藤智恵理）[注 3]等人共同出演。

TBS電視網
- TBS
  - （1990年）※星期三。
  - 秋刀魚的機關電視（日语：さんまのSUPERからくりTV）（1992年—1996年）
    - 秋刀魚的超級機關電視（日语：さんまのSUPERからくりTV）（1996年—2014年）
- 每日放送
  - （2005年—2006年）※隔週一。
  - （2007年—）※週五準常駐來賓。

朝日電視網
- 朝日電視台
  - 所喬治的家族誕生（日语：所さんの家族まるだし）（1990年）
  - 超次元計時炸彈（日语：超次元タイムボンバー）（1996年—1997年）※準常駐來賓。

- 朝日放送
  - 平成不可思議探險隊（日语：平成ふしぎ探検隊）（1992年）
  - 大發現！恐怖的法則（日语：大発見!恐怖の法則）（1996年—1997年）※準常駐來賓。

其它電視台
- （2015年7月11日，大阪電視台）

### 教養節目
- 今日的料理（1990年—1991年，NHK綜合）[注 4]

### MV
- HANDSIGN（日语：HANDSIGN）（2025年）[18]

### 廣告
- 花王 ／（二合一洗髮沐浴乳）
- 木津信用組合（日语：木津信用組合）
- 日產汽車 日本全國日產節（1980年代中半）、CEFIRO WAGON（1998年）
- 日清食品
- 獅王 （洗面乳）
- 公共廣告機構（現AC JAPAN（日语：ACジャパン））（1996年）
- 武田藥品工業
- 好侍食品 ／／
- 地球製藥（日语：アース製薬） （殺蟲劑）
- 羅森 與Chocolat、後藤理沙、鈴木杏共同出演
- 東芝 Let's Chat（髮夾）、L（卡式收錄音機）—第2代形象大使（初代是岡田有希子）
- 國鐵 1986年11月1日時刻表改點（日语：1986年11月1日国鉄ダイヤ改正）
- 山久（日语：ヤマヒサ） ／PETIO（日语：PETIO）
- ARDEPRO（日语：アルデプロ）（2007年—2008年）
- 旭松食品（日语：旭松食品）
- 麻藥、覺醒劑濫用防止中心（日语：麻薬・覚せい剤乱用防止センター）「不行。絕對不行（日语：ダメ。ゼッタイ。）」
- 環境再生保存機構

### 其它
- 電Ace Chaos（日语：電エース）（2021年，DVD特攝）—飾

## 音樂作品

### 單曲
- 全由東芝EMI發行。

| No.  | 單曲名稱（日文名稱） | 發行日期       | c/w（日文名稱） | 備註                                                            |
| ---- | -------------------- | -------------- | --------------- | --------------------------------------------------------------- |
| 1st  | 夢色的訊息（）       | 1986年3月20日  |                 | 電影《神犬松五郎》主題歌 東芝「」廣告歌曲                       |
| 2nd  |                      | 1986年6月23日  |                 | 日產汽車活動廣告歌曲                                            |
| 3rd  | 我的一個夢（）       | 1986年9月29日  |                 | 日本唱片大獎新人獎得獎歌曲 東芝暖房器具廣告歌曲                 |
| 4th  | 你是流星（）         | 1986年10月27日 |                 | 日本電視台電視動畫《加油！吉塔斯》片頭&片尾主題曲               |
| 5th  | 16粒角砂糖（）       | 1986年12月17日 |                 | 東芝卡式收錄音機「」廣告歌曲                                    |
| 6th  | 交響區之風（シンフォニーの風）       | 1987年3月11日  |                 | 好侍食品 「」廣告歌曲                                           |
| 7th  | 愛，你好（初めまして 愛）         | 1987年6月10日  |                 | 日產汽車活動廣告歌曲                                            |
| 8th  | 口袋裡的太陽（ポケットに太陽）     | 1987年8月5日   |                 | 10萬人握手會活動                                                |
| 9th  | 寒假的回憶想（想い出の冬休み）     | 1987年11月16日 |                 |                                                                 |
| 10th | 櫻花綻放了（サクラが咲いた）       | 1988年2月10日  |                 |                                                                 |
| 11st | 天使的指尖（天使のゆびさき）       | 1988年5月25日  |                 | 作曲：細野晴臣                                                  |
| 12nd | Blueberry Jam        | 1988年9月7日   |                 | c/w歌曲「」作為好侍食品 「」廣告歌曲使用                        |
| 13rd | KYA-KYA-KYA的KYA（きゃきゃきゃのきゃ） | 1988年11月16日 |                 | 日本電視台電視劇《》主題歌                                      |
| 14th |                      | 1989年2月15日  | 約束            |                                                                 |
| 15th | 睡美人（眠り姫）           | 1989年6月28日  |                 | 「」是中原明子的翻唱歌曲                                        |
| 16th | 鋌而走險的愛（愛にDESPERATE）     | 1989年11月8日  |                 | 松任谷由實作詞作曲，麗美的翻唱歌曲                              |
| 17th |                      | 1990年5月9日   |                 | 作曲野村義男                                                    |
| 18th | 花泥棒               | 1991年3月20日  |                 | 只作為VSD發行                                                   |
| 19th |                      | 1992年1月22日  |                 | 作曲野村義男                                                    |
| 20th | Always…              | 1992年10月7日  |                 | 「Always…」由西村本人初次作詞                                   |
| 21st | 擁抱聖喬治節（サン·ジョルディの日に抱きしめて）     | 1993年4月21日  |                 | 聖喬治節形象歌曲                                                |
| 22nd | Last Letter          | 1994年1月12日  |                 | 「Last Letter」是用手語進行歌唱 C/W曲「」也作為「」廣告歌曲使用 |

### 原創專輯
- （1986年7月16日）紙封套規格限量盤（2003年11月27日）
- （1987年3月21日）
- （1987年8月26日）
- 天使時間（1988年6月10日）
- （1988年12月21日）
- MEZZO PIANO（1989年7月26日）
- （1989年12月13日）
- Vingt ans（1991年3月20日）

### 精選專輯
- Selection 20（1988年7月6日）
- MEMORIES（1989年4月8日）
- BEST NOW（1990年2月7日）
- BEST NOW（1990年11月14日）
- T-MOON（1994年3月30日）
- TWIN BEST（1998年3月28日）
- （2002年11月20日）
- NEW BEST 1500（2005年8月24日）
- 特惠價盤（2021年6月9日）

### 企劃專輯
- 愛小箱 （1986年12月17日）
- （1987年12月16日）
- P-FREAKS HOUR ～他種（1990年）
- Valentine with Tomomi （1991年1月23日）

### 影像作品
- FUSHIGI DREAMING in Australia（1986年10月16日）
- 愛地平線 （1997年4月6日）
- 不思議知美（1989年1月11日）
- TORORIN便（1989年4月8日）
- Vingt ans（1991年4月19日）

※上面全5項商品之後全都在2007年3月14日發行的DVD收錄。

### 其它樂曲
- 翼（1995年公開動畫電影《卡塔君物語（日语：カッタ君物語）》主題歌。未CD化）
- 夢子守（2004年7月22日發行，收錄在原聲音樂盤《麵包超人：夢貓王國的喵咪（日语：それいけ!アンパンマン 夢猫の国のニャニイ）》）

## CD-ROM
- 夢色的時空膠囊（發行：學習研究社、製作：Link工房）
- 太田慶文的世界（Link工房）
- 手語入門 輕輕緊握你的手（日语：君の手がささやいている）（富士通中介軟體）

等多數

## 書籍

### 隨筆集
- 《夢幻童子》（1990年，WANI BOOKS（日语：ワニブックス））
- （1998年，小學館）
- （2002年，青春出版社）
- （2003年，學研）
- （2004年，ascom（日语：アスコム (出版社)））
- （2009年，講談社）

### 寫真集
- 《Tomomi Dreaming》（1986年，學研）
- （1987年，音樂專科社（日语：音楽専科社））
- （1987年，TIS）
- （1989年，音樂專科社）
- （1991年，音樂專科社）
- （1991年，大陸書房）
- 《Declaracion de amor》（1992年，大陸書房）
- （1995年，文華社（日语：ぶんか社））
- 《夢十夜》（1996年，文華社）

### 手工藝作品集
- （2004年，Boutique社）

### 繪本
- （2006年，日本文藝社（日语：日本文芸社））

## 腳註

## 外部連結
- Tororin （日語）—西村知美的官方個人網站。
- 西村知美｜藝映 （日語）
- 西村知美 公式 BLOG （日語）—西村知美的官方個人部落格。
- ，存于 （日語）—（舊）西村知美的官方個人部落格。
- 西村知美 （日語）—NHK人物錄（日语：NHKアーカイブスポータル）
- （日語）—西村知美的官方個人部落格。
- YouTube上的頻道 （日語）
- （日語）—Voicy（日语：Voicy）
- 西村知美的TikTok （日語）